# Weng Luen Gary Chow
Weng Luen Gary Chow (ur. 6 maja 1990) – singapurski zapaśnik walczący w stylu wolnym i judoka. 
W zapasach, zajął piąte miejsce na mistrzostwach Azji w 2023. Szesnasty w igrzyskach azjatyckich w 2022. Piętnasty na igrzyskach wspólnoty narodów w 2022. Srebrny medalista igrzysk Azji Południowo-Wschodniej w 2021 i 2023. Pierwszy na mistrzostwach Azji Południowo-Wschodniej w 2022 i drugi w 2025 roku.
W judo, srebrny medalista igrzysk Azji Południowo-Wschodniej w 2013; brązowy w 2015 i 2017. Startował w Pucharze Świata w 2018 roku.